# VDL Nedcar
VDL Nedcar — автопроизводитель, расположенный в городе Борн, Нидерланды. С декабря 2012 года принадлежит промышленному конгломерату VDL Groep. Ранее, в разное время, принадлежал компаниям Volvo и Mitsubishi Motors. Мощность завода составляет примерно 200.000 автомобилей в год. 4 октября 2000 года компания произвела свой миллионный автомобиль, им стал Mitsubishi Space Star (на самом заводе с 1967 года произведено более 4.9 миллиона).

## История
Завод был основан в 1967 году братьями ван Дорн. В 1972 году Volvo купила 33 % акций легкового подразделения DAF. В 1975 году увеличила свою долю до 75 % и фабрика была переименована в Volvo Car B.V., а к 1976 подразделение полностью принадлежало Volvo. Когда финансовые трудности угрожали закрыть предприятие в начале 1990-х, помогло правительство. Совместное предприятие между голландским государством, Volvo и Mitsubishi началось в августе 1991, но название изменили только в 1996 на Netherlands Car B.V.
15 февраля 1990 года правительство Нидерландов продает свою долю акций Volvo и Mitsubishi.
30 марта 2001 года Volvo продала свои акции Mitsubishi, которая стала единственным владельцем NedCar.
В конце 2012 года Mitsubishi остановило производство своих автомобилей на NedCar .

### Производившиеся на заводе автомобили
- DAF 33 (1967—1972)
- DAF 44 (1967—1975)
- DAF 55 (1968—1972)
- DAF 66 (1972—1975)
- DAF 46 (1975—1976)
- Volvo 66 (1975—1981)
- Volvo 340/360 (1976—1991)
- Volvo 480 (1986—1995)
- Volvo 440/460 (1987—1996)
- Volvo S40/V40 (1995—2004)
- Mitsubishi Carisma (1995—2004)
- Mitsubishi Space Star (1998—2005)
- Smart Forfour (2004—2006)
- Mitsubishi Colt (2004—2012)
- Mitsubishi Outlander (2008—2012)
- Mini Hatch (2014 — настоящее время)

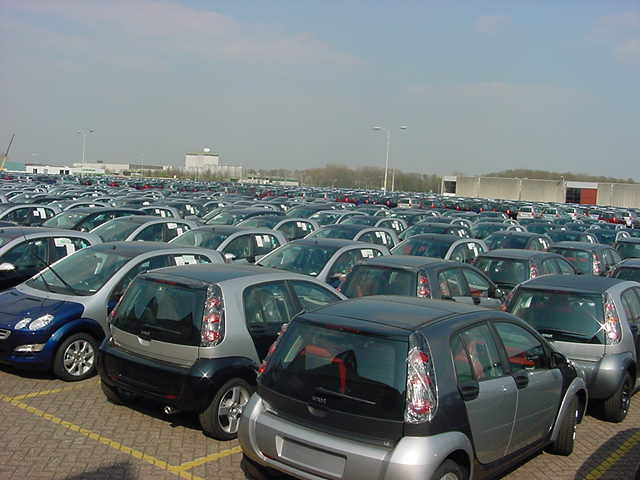
Smart Forfour выпускался NedCar с 2004 по 2006 год

- BMW X1 (2017 — настоящее время)

### Ежегодная продукция
| Год  | Количество   | Модели                                                                                   |
| ---- | ------------ | ---------------------------------------------------------------------------------------- |
| 1992 | 94,019       | Volvo 440/460, Volvo 480                                                                 |
| 1993 | 80,246       | Volvo 440/460, Volvo 480                                                                 |
| 1994 | 92,044       | Volvo 440/460, Volvo 480                                                                 |
| 1995 | 98,454       | Volvo 440/460, Volvo 480, Volvo S40/V40, Mitsubishi Carisma                              |
| 1996 | 145,090      | Volvo 440/460, Volvo S40/V40, Mitsubishi Carisma                                         |
| 1997 | 197,225      | Volvo 440/460, Volvo S40/V40, Mitsubishi Carisma                                         |
| 1998 | 242,804      | Volvo S40/V40, Mitsubishi Carisma, Mitsubishi Space Star                                 |
| 1999 | 262,196      | Volvo S40/V40, Mitsubishi Carisma, Mitsubishi Space Star                                 |
| 2000 | 214,974      | Volvo S40/V40, Mitsubishi Carisma, Mitsubishi Space Star                                 |
| 2001 | 189,188      | Volvo S40/V40, Mitsubishi Carisma, Mitsubishi Space Star                                 |
| 2002 | 182,368      | Volvo S40/V40, Mitsubishi Carisma, Mitsubishi Space Star                                 |
| 2003 | 163,130      | Volvo S40/V40, Mitsubishi Carisma, Mitsubishi Space Star                                 |
| 2004 | 187,600      | Volvo S40/V40, Mitsubishi Carisma, Mitsubishi Colt, Mitsubishi Space Star, Smart Forfour |
| 2005 | 115,121      | Mitsubishi Colt, Mitsubishi Space Star, Smart Forfour                                    |
| 2006 | около 87,000 | Mitsubishi Colt/CZ3, Smart Forfour                                                       |
| 2007 | -            | Mitsubishi Colt/CZ3                                                                      |
| 2008 | -            | Mitsubishi Colt/CZ3, Mitsubishi Outlander                                                |
| 2009 | 50,620       | Mitsubishi Colt, Mitsubishi Outlander                                                    |
| 2010 | 48,025       | Mitsubishi Colt, Mitsubishi Outlander                                                    |
| 2011 | 40,772       | Mitsubishi Colt, Mitsubishi Outlander                                                    |
| 2012 | 24,895       | Mitsubishi Colt, Mitsubishi Outlander                                                    |
| 2013 | 0            |                                                                                          |
| 2014 | 29,196       | MINI хетчбэк (сборка для BMW)                                                            |
| 2015 | 57,019       | MINI хетчбэк и кабриолет (сборка для BMW)                                                |
| 2017 | -            | BMW X1                                                                                   |

(Источник: «Key facts and figures», Официальный сайт Nedcar)